# Trostadt
Trostadt ist ein kleiner Ortsteil der Gemeinde Reurieth in Landkreis Hildburghausen in Thüringen.

## Lage
Der Ortsteil Trostadt befindet sich im Werratal bei Hildburghausen.

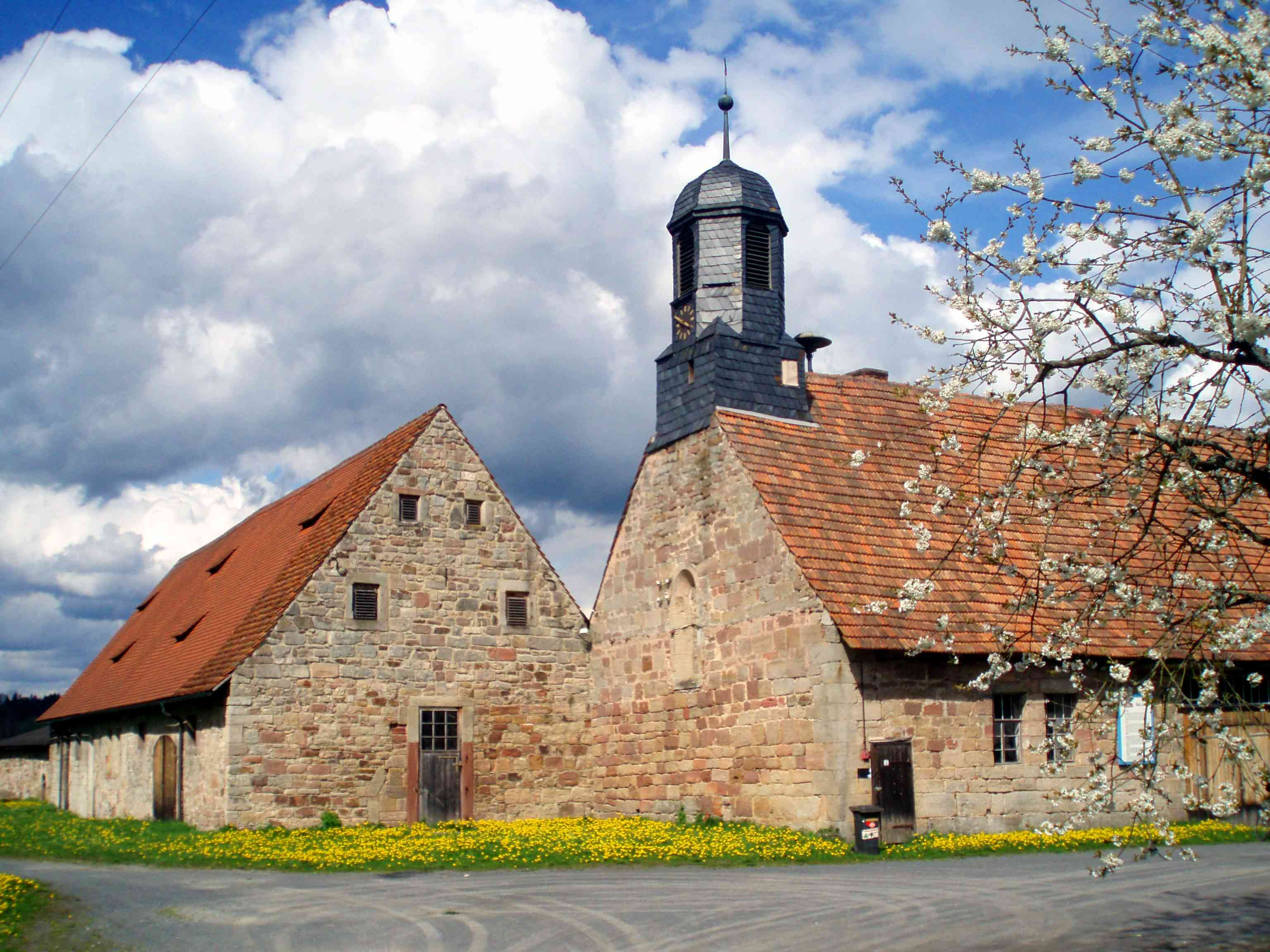
Kloster Trostadt

## Geschichte
776–796 wurde Trostadt erstmals urkundlich im Urkundenbuch vom Kloster Fulda erwähnt.
Am Ort entstand das hochmittelalterliche Kloster Trostadt. Nach der Reformation erfolgte die Säkularisation des Klosters, Trostadt wurde ein Gutshof. Herrschaftsmäßig gehörte der Ort im Amt Themar zunächst zur Grafschaft Henneberg, nach 1583 zu verschiedenen sächsischen Herzogtümern und von 1826 bis 1918 zu Sachsen-Meiningen. 1920 kam er zum Land Thüringen.